# Aramides calopterus
Aramides calopterus là một loài chim trong họ Rallidae.